# Thuế theo tỷ lệ
Thuế theo tỉ lệ (tiếng Anh: Proportional tax) là hệ thống thuế thu nhập cố định đánh vào tất cả các đối tượng có thu nhập, bất kể thu nhập của họ là bao nhiêu. “Tỉ lệ” để chỉ sự phân bổ của thu nhập hay chi phí, dùng để miêu tả việc tỉ lệ sẽ duy trì ổn định (không có thay đổi “từ thấp đến cao” hay “từ cao xuống thấp” như sự thay đổi thu nhập hay tiêu dùng), trong đó thuế suất viên sẽ bằng thuế suất trung bình.
Việc này có thể áp dụng cho từng loại thuế nói riêng và cả hệ thống thuế nói chung trong khoảng một năm, nhiều năm hoặc cả cuộc đời. Thuế theo tỉ lệ giữ nguyên sự ảnh hưởng của nó, không phụ thuộc vào khả năng chi trả và không thay đổi ảnh hưởng của nó giữa những người có kinh tế tốt hơn và những người có kinh tế kém hơn. 
Thuế phẳng được định nghĩa là một hệ thống tỉ lệ thuế cố định, áp dụng với tất cả các cá nhân nộp thuế thu nhập cá nhân. Thuế phẳng thường được miễn giảm cho các hộ gia đình sinh sống với mức thu nhập dưới mức cần thiết đối với chức năng và quy mô của hộ gia đình. Vì vậy, thuế suất biên phẳng sẽ gắn liền với thuế lũy tiến trung bình. Thuế lũy tiến là loại thuế được sử dụng để đảm bảo rằng khi số tiền bị đánh thuế tăng lên thì thuế suất đồng thời tăng theo. Ngược lại với đó là thuế lũy thoái, là khi thuế suất giảm mà số tiền chịu thuế tăng lên.
Tuyên ngôn Nhân quyền và Dân quyền (1789) của Pháp đã cho rằng: 
"Sự đóng góp chung là điều cần thiết cho sự duy trì của lực lượng công và chi trả cho phí quản lý. Điều này nên được phân phối công bằng cho tất cả công dân theo tỉ lệ tương ứng với tài chính của họ."

## Tỉ lệ
Thuế theo tỉ lệ trên tiêu dùng được một số cá nhân cho rằng là một loại thuế lũy thoái, khi đó, những người có thu nhập thấp thường sử dụng một phần lớn hơn của thu nhập của họ vào những khoản chi có thuế suất cao (tính toán qua một khung thời gian) nhiều hơn người có thu nhập cao. Thuế lũy thoái là khi thuế suất trung bình thấp hơn nhưng áp dụng trên thu nhập cao hơn. Khi đó, thuế suất sẽ có tỉ lệ nghịch với thu nhập. Tuy nhiên, việc tính toán này sẽ được sử dụng khi tiền thuế thu được chia không phải theo cơ sở thuế (số tiền chi) mà theo thu nhập, dẫn đến tranh cãi xảy ra. Thuế thu nhập cá nhân vốn đã theo một tỉ lệ với người có thu nhập cao hơn phải trả thuế cao hơn nhưng vẫn cùng tỉ lệ. 
Nếu như thuế tiêu dùng có liên quan đến thu nhập, phần thu nhập tích lũy có thể được coi như là khoản thu nhập hoãn lại (tiêu tiền tiết kiệm vào một khoảng thời gian sau đó), tại thời điểm đó sẽ được đánh thuế sử dụng cơ sở là thu nhập. Tuy nhiên, các loại thuế tiêu dùng khác như thuế thương vụ có thể bỏ qua một số sản phẩm hoặc hoàn thuế nhằm hạn chế sự phân biệt giàu nghèo. Ở nhiều nơi, những nhu yếu phẩm thiết yếu ví dụ như thực phẩm sống, quần áo hay thuốc được miễn thuế nhằm hạn chế gánh nặng lên người có thu nhập thấp.